# Drosophila kahania
Drosophila kahania este o specie de muște din genul Drosophila, familia Drosophilidae, descrisă de Karl N. Magnacca și O'grady în anul 2008. Conform Catalogue of Life specia Drosophila kahania nu are subspecii cunoscute.